# 密花红光树
密花红光树（学名：Knema conferta）为肉豆蔻科红光树属下的一个种。

## 扩展阅读
維基物種上的相關：密花红光树